# John Jackson

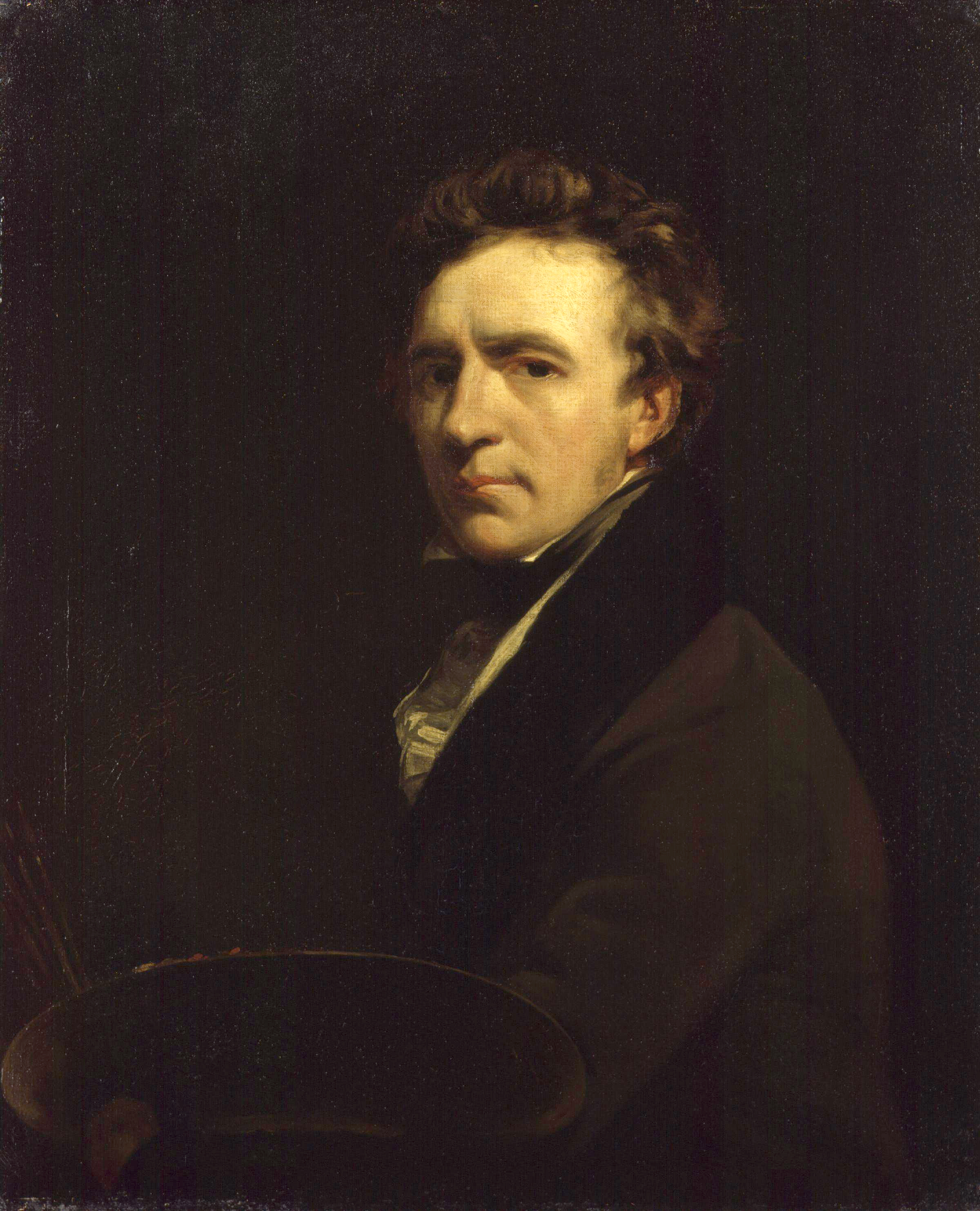
John Jackson (Autorretrato)

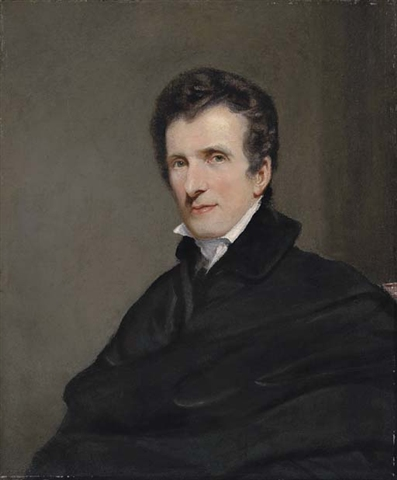
Antonio Canova

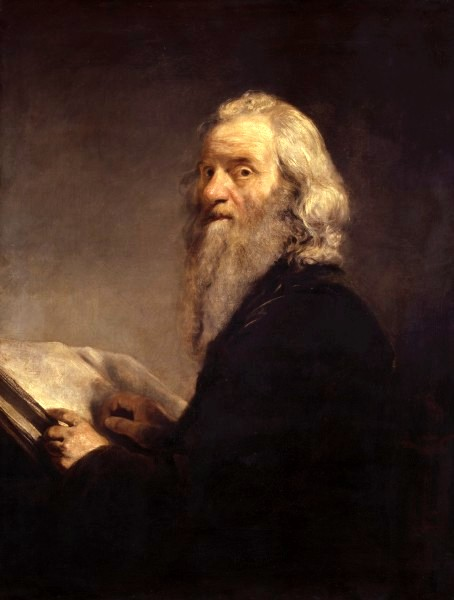
El Rabino

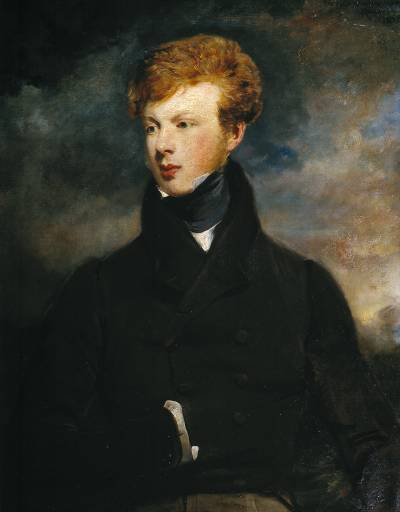
Sir Henry Webb

El John Jackson (31 de mayo de 1778; 1 de enero de 1831) fue un pintor inglés.

## Niñez
John Jackson nació en Lastingham, en Yorkshire, y comenzó sus estudios artísticos bajo la supervisión de su padre, el que en principio no quería que su hijo se dedicara al arte como actividad profesional. Sin embargo, John recibió el apoyo de Henry Phipps, 1.er Conde de Mulgrave (1755-1831), quien lo recomendó al Conde de Carlisle, y al 7.º barón sir George Beaumont. Este último, le ofreció residencia en su propio hogar por 50 libras al año, lo cual le permitió asistir a la escuela de la Real Academia. Allí se amistó con los artistas David Wilkie y B. R. Haydon. Además, en el Castillo Howard, lugar de residencia del Conde de Carlisle, John Jackson, tuvo acceso a estudiar y copiar una gran colección de pinturas. Sus acuarelas fueron apreciadas por su calidad poco común.

## Carrera profesional
A partir del año 1807, su fama como pintor de retratos, se fue consolidando, y se abocó lentamente a las pinturas al óleo, transición que no le fue fácil, pero con el tiempo logró su ritmo de envío de pinturas a Somerset House.
Después de una visita por los Países Bajos y por el Condado de Flandes con Edmund Phipps en 1816, acompañó a Sir Francis Chantrey en un viaje por Suiza, Roma, Florencia y Venecia en 1819. 
En Roma, fue aceptado como miembro de la Academia de San Lucas. Donde su retrato de Antonio Canova, pintado durante este viaje, fue reconocido como una obra realizada por un experto.

## Entorno
John Jackson fue un retratista prolífico, que mostró siempre una marcada influencia de sir Thomas Lawrence y Henry Raeburn en sus trabajos. 
Entre sus patrocinadores principales se encuentran Arthur Wellesley, 1.er Duque de Wellington, el explorador sir John Franklin y algunos notables ministros de Wesleyan. Su retrato de “Lady Dover” realizado en 1823, quien era la esposa de George Agar-Ellis, 1.er barón de Dover, fue ampliamente aclamado.
Estudio en la Real Academia desde el 9 de marzo de 1805, y fue aceptado como Asociado a la academia el 6 de noviembre de 1815, posteriormente fue elegido como miembro el 10 de febrero de 1817.
John Jackson se casó dos veces. Su primer matrimonio fue con la hija de un joyero, y su segundo matrimonio fue con la hija del pintor James Ward. Falleció en St John's Wood, en Londres.